# Station Sędziszów LHS
Station Sędziszów LHS is een spoorwegstation in de Poolse plaats Sędziszów.